# Estádio Beira-Rio
Estádio Beira-Rio (Stadionet ved elvebredden), egentlig Estádio José Pinheiro Borda, er et fodboldstadion i Porto Alegre i delstaten Rio Grande do Sul i Brasilien. Banen er normalt hjemmebane for Internacional. Stadionet er det sydligste af de tolv stadion, som er valgt ud til VM i fodbold 2014. Det er delstatens største efter Arena do Grêmio. Estádio Beiro Rio tog lang tid at bygge.